# Lancieri Novara 2005
Questa voce raccoglie le informazioni riguardanti i Lancieri Novara nelle competizioni ufficiali della stagione 2005.

## Roster
| Roster dei Lancieri Novara (2005) |
| --- |
| Quarterback - ? / Jonathan Manning Running Back Wide Receiver - ? Christian Cerutti Tight End - 89 Andrea Di Girolamo Offensive Linemen - 4 Canonico Gabriele OL/RB Defensive Linemen - ? Alessandro Miccoli Linebacker - ? Mattia Arosio Defensive Back Special Team Coaching staff Leonardo Pozzato |

## Serie C 2005

### Stagione regolare
| Nibbiola 20 febbraio 2005 Week 1 | Lancieri Novara | 12 – 6 (d.t.s.) (0-0 0-6 0-0 6-0 6-0) referto | Daemons Brugherio | Campo Comunale |
| \| \| \| \| \| Pagani A. Q4 (TD) 11yd pass da Manning J. Arosio M. (OT) (TD) 85yd interception return \| Marcatori \| Montalenti Q2 (TD) 2yd run \| |                 |                                               |                   |                |
| |                 |                                               |                   |                |
| Pagani A. Q4 (TD) 11yd pass da Manning J. Arosio M. (OT) (TD) 85yd interception return                                                              | Marcatori       | Montalenti Q2 (TD) 2yd run                    |                   |                |

| Legnano 27 febbraio 2005 Week 2                                                                          | Frogs Legnano | 3 – 6 (0-0 3-0 0-0 0-6) referto        | Lancieri Novara | Campo Comunale, Via dell'Amicizia |
| \| \| \| \| \| Norcini Q2 (FG) 20yd field goal \| Marcatori \| Miccoli Q4 (TD) endzone fumble recover \| |               |                                        |                 |                                   |
| |               |                                        |                 |                                   |
| Norcini Q2 (FG) 20yd field goal                                                                          | Marcatori     | Miccoli Q4 (TD) endzone fumble recover |                 |                                   |

| Nibbiola 13 marzo 2005 Week 3                            | Lancieri Novara | 0 – 6 (0-0 0-0 0-6 0-0) referto | Crusaders Cagliari | Campo Comunale |
| \| \| \| \| \| \| Marcatori \| Palmas Q3 (TD) 5yd run \| |                 |                                 |                    |                |
|                                                          |                 |                                 |                    |                |
|                                                          | Marcatori       | Palmas Q3 (TD) 5yd run          |                    |                |

| Gorla Minore 20 marzo 2005 Week 4 | Blue Storms Gorla Minore | 21 – 13 (7-0 0-7 0-0 14-6) referto                                                    | Lancieri Novara | Campo Comunale, via Petrarca |
| \| \| \| \| \| Fantinelli G. Q1 (TD) 15yd run Burattin S. Q1 (pat) Fantinelli G. Q4 (TD) 32yd run Burattin S. Q4 (pat) Villa F. Q4 (TD) 20yd fumble return Burattin S. Q4 (pat) \| Marcatori \| Canonico G. Q2 (TD) 4yd run Fanni Q2 (pat) Cerutti C. Q4 (TD) 50yd pass da Manning J. \| |                          |                                                                                       |                 |                              |
| |                          |                                                                                       |                 |                              |
| Fantinelli G. Q1 (TD) 15yd run Burattin S. Q1 (pat) Fantinelli G. Q4 (TD) 32yd run Burattin S. Q4 (pat) Villa F. Q4 (TD) 20yd fumble return Burattin S. Q4 (pat) | Marcatori                | Canonico G. Q2 (TD) 4yd run Fanni Q2 (pat) Cerutti C. Q4 (TD) 50yd pass da Manning J. |                 |                              |

| Brugherio 27 marzo 2005 Week 5 | Daemons Brugherio | 12 – 6 (d.t.s.) (0-0 6-0 0-6 0-0 6-0) referto | Lancieri Novara | Campo Paolo VI |
| \| \| \| \| \| Ambrosetti Q2 (TD) 36yd punt return Parrottino (OT) (TD) 36yd run \| Marcatori \| Arosio M. Q3 (TD) 40yd fumble return \| |                   |                                               |                 |                |
| |                   |                                               |                 |                |
| Ambrosetti Q2 (TD) 36yd punt return Parrottino (OT) (TD) 36yd run                                                                        | Marcatori         | Arosio M. Q3 (TD) 40yd fumble return          |                 |                |

| Nibbiola 3 aprile 2005 Week 6                                                                           | Lancieri Novara | 0 – 12 (0-0 0-6 0-0 0-6) referto                                      | Frogs Legnano | Campo Comunale |
| \| \| \| \| \| \| Marcatori \| Mariani Q2 (TD) 10yd pass da Cetta Mariani Q4 (TD) 54yd pass da Cetta \| |                 |                                                                       |               |                |
| |                 |                                                                       |               |                |
| | Marcatori       | Mariani Q2 (TD) 10yd pass da Cetta Mariani Q4 (TD) 54yd pass da Cetta |               |                |

## Statistiche di squadra
| Competizione | %Vittorie | In casa | In casa | In casa | In casa | In casa | In casa | In trasferta | In trasferta | In trasferta | In trasferta | In trasferta | In trasferta | Totale | Totale | Totale | Totale | Totale | Totale |
| Competizione | %Vittorie | G       | V       | N       | P       | Pf      | Ps      | G            | V            | N            | P            | Pf           | Ps           | G      | V      | N      | P      | Pf     | Ps     |
| ------------ | --------- | ------- | ------- | ------- | ------- | ------- | ------- | ------------ | ------------ | ------------ | ------------ | ------------ | ------------ | ------ | ------ | ------ | ------ | ------ | ------ |
| Campionato   | .333      | 3       | 1       | 0       | 2       | 12      | 24      | 3            | 1            | 0            | 2            | 25           | 36           | 6      | 2      | 0      | 4      | 37     | 60     |
| Totale       | .333      | 3       | 1       | 0       | 2       | 12      | 24      | 3            | 1            | 0            | 2            | 25           | 36           | 6      | 2      | 0      | 4      | 37     | 60     |